# 四ツ谷光子
四ツ谷 光子（よつや みつこ、1927年5月5日 - 2017年12月23日）は日本の政治家。元衆議院議員（日本共産党所属、2期）。日本共産党中央委員会名誉幹部会委員。日本アジア・アフリカ・ラテンアメリカ連帯委員会（日本AALA）副理事長・代表理事。

## 来歴
- 大阪府出身。大阪府女子専門学校（大阪女子大学を経て現在は大阪府立大学）卒業。大阪市立西淀中学校教諭、大阪教職員組合婦人部長（大教組）などを務める。
- 1976年の衆院選で旧・大阪7区から、初めて、立候補し、1回目の落選。
- 1979年の衆院選で旧・大阪7区から立候補し、初当選を果たし、運輸委員会に所属。
- 1980年の衆院選で旧・大阪7区から立候補し、2回目の当選を果たし、運輸委員会に所属。
- 1983年の衆院選で旧・大阪7区から立候補し、2回目の落選。
- 1986年の衆院選で旧・大阪7区から立候補し、3回目の落選。
- 1990年の衆院選で旧・大阪7区から立候補し、4回目の落選し、引退。
- 2017年12月23日、心筋梗塞のため死去。90歳没。